# Alice in Wonderword
『Alice in wonderword』（アリス イン ワンダーワード）は、2011年6月15日に発売された日本のミュージシャン・古川本舗の1枚目のオリジナルアルバム。
発売元はインディーズレーベルのBALLOOM。これまでボーカロイドで楽曲制作を行ってきた古川にとって、初のボーカロイドを使用していない作品になった。

## 概要
古川が2年間ニコニコ動画で発表してきた曲をひとつにまとめた1stアルバム。新曲「三月は夜の底」はもちろん、全曲古川本舗監修で再レコーディングがおこなわれている。エレクトロニカ的な原曲に対し、渋谷系的な方向を目指し、カヒミ・カリィ、野宮真貴、ボーカロイド・「MEIKO」の声を担当した拝郷メイコなどをボーカルに起用している。

## リリースとプロモーション
アルバムリリースは2011年4月15日、BALLOOM公式サイトにて収録曲及び参加したゲストボーカルが発表された。そのとき、カヒミ・カリィ、野宮真貴の名前は伏せられていた。
5月16日、クロスフェード動画がニコニコ動画で公開され、カヒミ、野宮の参加も追加で発表された。

## 楽曲解説
1. ピアノ・レッスン
「日本語だと不自由」という理由で歌詞がフランス語になっている。[2]
2. mugs
3. CRAWL
4. Good Morning EMMA Sympson
5. envy.
6. グリグリメガネと月光蟲
7. 三月は夜の底
新曲。曲名の由来は「完成したのが3月だったから」と語っている。また、「新曲と言っても1年前の曲」と語っている。[3][2]
8. ドアーズ
9. スーパー・ノヴァ
10. ムーンサイドへようこそ
11. Alice
12. ピアノ・レッスン

## 収録曲
| 全作詞・作曲: 古川本舗 （M1 訳:カヒミ・カリィ、Tomohiro Kato、M4作詞 Madoka Ueno、古川本舗、M7作詞 花近、古川本舗）。 |                               | | |                             |      |
| # | タイトル                      | 作詞                                                                                                  | 作曲・編曲                                                                                            | 編曲                        | 時間 |
| 1. | 「ピアノ・レッスン」          | 古川本舗 （M1 訳:カヒミ・カリィ、Tomohiro Kato、M4作詞 Madoka Ueno、古川本舗、M7作詞 花近、古川本舗） | 古川本舗 （M1 訳:カヒミ・カリィ、Tomohiro Kato、M4作詞 Madoka Ueno、古川本舗、M7作詞 花近、古川本舗） | 古川本舗&原朋信             | 3:27 |
| 2. | 「mugs」                      | 古川本舗 （M1 訳:カヒミ・カリィ、Tomohiro Kato、M4作詞 Madoka Ueno、古川本舗、M7作詞 花近、古川本舗） | 古川本舗 （M1 訳:カヒミ・カリィ、Tomohiro Kato、M4作詞 Madoka Ueno、古川本舗、M7作詞 花近、古川本舗） | 古川本舗 & acane_madder     | 5:18 |
| 3. | 「CRAWL」                     | 古川本舗 （M1 訳:カヒミ・カリィ、Tomohiro Kato、M4作詞 Madoka Ueno、古川本舗、M7作詞 花近、古川本舗） | 古川本舗 （M1 訳:カヒミ・カリィ、Tomohiro Kato、M4作詞 Madoka Ueno、古川本舗、M7作詞 花近、古川本舗） | 古川本舗                    | 4:44 |
| 4. | 「Good Morning EMMA Sympson」 | 古川本舗 （M1 訳:カヒミ・カリィ、Tomohiro Kato、M4作詞 Madoka Ueno、古川本舗、M7作詞 花近、古川本舗） | 古川本舗 （M1 訳:カヒミ・カリィ、Tomohiro Kato、M4作詞 Madoka Ueno、古川本舗、M7作詞 花近、古川本舗） | 古川本舗                    | 5:04 |
| 5. | 「envy.」                     | 古川本舗 （M1 訳:カヒミ・カリィ、Tomohiro Kato、M4作詞 Madoka Ueno、古川本舗、M7作詞 花近、古川本舗） | 古川本舗 （M1 訳:カヒミ・カリィ、Tomohiro Kato、M4作詞 Madoka Ueno、古川本舗、M7作詞 花近、古川本舗） | 古川本舗 & acane_madder     | 4:39 |
| 6. | 「グリグリメガネと月光蟲」    | 古川本舗 （M1 訳:カヒミ・カリィ、Tomohiro Kato、M4作詞 Madoka Ueno、古川本舗、M7作詞 花近、古川本舗） | 古川本舗 （M1 訳:カヒミ・カリィ、Tomohiro Kato、M4作詞 Madoka Ueno、古川本舗、M7作詞 花近、古川本舗） | 古川本舗                    | 4:40 |
| 7. | 「三月は夜の底」              | 古川本舗 （M1 訳:カヒミ・カリィ、Tomohiro Kato、M4作詞 Madoka Ueno、古川本舗、M7作詞 花近、古川本舗） | 古川本舗 （M1 訳:カヒミ・カリィ、Tomohiro Kato、M4作詞 Madoka Ueno、古川本舗、M7作詞 花近、古川本舗） | 古川本舗 & 原朋信           | 5:00 |
| 8. | 「ドアーズ」                  | 古川本舗 （M1 訳:カヒミ・カリィ、Tomohiro Kato、M4作詞 Madoka Ueno、古川本舗、M7作詞 花近、古川本舗） | 古川本舗 （M1 訳:カヒミ・カリィ、Tomohiro Kato、M4作詞 Madoka Ueno、古川本舗、M7作詞 花近、古川本舗） | 古川本舗                    | 5:15 |
| 9. | 「スーパー・ノヴァ」          | 古川本舗 （M1 訳:カヒミ・カリィ、Tomohiro Kato、M4作詞 Madoka Ueno、古川本舗、M7作詞 花近、古川本舗） | 古川本舗 （M1 訳:カヒミ・カリィ、Tomohiro Kato、M4作詞 Madoka Ueno、古川本舗、M7作詞 花近、古川本舗） | 古川本舗、とく、原朋信      | 3:50 |
| 10. | 「ムーンサイドへようこそ」    | 古川本舗 （M1 訳:カヒミ・カリィ、Tomohiro Kato、M4作詞 Madoka Ueno、古川本舗、M7作詞 花近、古川本舗） | 古川本舗 （M1 訳:カヒミ・カリィ、Tomohiro Kato、M4作詞 Madoka Ueno、古川本舗、M7作詞 花近、古川本舗） | 古川本舗                    | 4:27 |
| 11. | 「Alice」                     | 古川本舗 （M1 訳:カヒミ・カリィ、Tomohiro Kato、M4作詞 Madoka Ueno、古川本舗、M7作詞 花近、古川本舗） | 古川本舗 （M1 訳:カヒミ・カリィ、Tomohiro Kato、M4作詞 Madoka Ueno、古川本舗、M7作詞 花近、古川本舗） | 古川本舗                    | 4:34 |
| 12. | 「ピアノ・レッスン」          | 古川本舗 （M1 訳:カヒミ・カリィ、Tomohiro Kato、M4作詞 Madoka Ueno、古川本舗、M7作詞 花近、古川本舗） | 古川本舗 （M1 訳:カヒミ・カリィ、Tomohiro Kato、M4作詞 Madoka Ueno、古川本舗、M7作詞 花近、古川本舗） | 古川本舗、BaguettesEnsemble | 3:58 |
| 合計時間: | 合計時間:                     | 合計時間:                                                                                             | 54:47                                                                                                 |                             |      |

## クレジット
- 古川本舗：Lyrics, Music, Cymbal, Programs
- toku (GARNiDELiA)：Co-Produce, Piano, Programs
- 和田たけあき：Acoustic Guitar, Electric Guitar, Sitar
- 二村学：Bass
- ゆーまお (ヒトリエ)：Drums
- BaguettesEnsemble：Bass, Piano, Drums (#12)
- カヒミ・カリィ：Vocal (#1)
- 630：Vocal (#2)
- acane_madder
  - Vocal (#3)
  - Piano, Programs
- Madoka Ueno：Vocal (#4)
- 星野菜名子 from 優しくして♪：Vocal (#5)
- クワガタP：Vocal (#6)
- 花近：Vocal (#7)
- エルシ：Vocal (#8)
- みきとP：Vocal (#9)
- ちびた：Vocal (#10)
- 拝郷メイコ：Vocal (#11)
- 野宮真貴：Vocal (#12)
- Ted Jensen：Mastering
- gaph：artwork&design
- くまおり純：illustration